# Liberty Lifter
Liberty Lifter je projektem americké organizace DARPA, který se zaměřuje na vývoj transportního letounu, který by byl nezávislý na tradičních vzletových plochách, letištích a operoval by z vodní hladiny. Pro svůj let by měl využívat přízemního efektu. Očekává se, že by letoun měl být také schopen vystoupat do výšky 10 000 stop (přibližně 3 km). Mezi další požadavky pak patří nízké náklady na výrobu letounu. A schopnost přepravit 100 a více tun nákladu. DARPA jej řadí k experimentálním letounům řady X, ale číslo mu dosud nebylo přiděleno.
Programovým manažerem je Dr. Christopher Kent. Na počátku roku 2023 vybrala DARPA dva týmy pro 1. fázi programu. Z této fáze by měl vzejít návrh letounu. První tým je složen z General Atomics, který spolupracuje s Maritime Applied Physics Corporation. Druhý tým je složen z Aurora Flight Sciences ve spolupráci s Gibbs & Cox a ReconCraft a společností Leidos. Tým okolo společnosti Aurora se přiklání k tradičnějšímu řešení ekranoplánu s jedním trupem a hornoplošnou koncepcí křídla. Podle společnosti Aurora by měl letoun zvládnout překonat vzdálenost větší než 6 500 námořních mil (cca 12 038 km), zvládat let při stavu moře 5 (výška vln až 4 m). Letoun by měl zvládnout přepravit 2 obojživelné výsadkové prostředky USMC nebo 6 kontejnerů o délce 20 stop. General Atomics se účastní s návrhem, který má dvoutrupovou středoplošnou koncepci. O jeho pohon by se mělo starat 12 turbohřídelových motorů.
.